# Alexandre Debouchaud
François-Alexandre Debouchaud, né le 9 décembre 1830 à Nersac (Charente) et décédé le 13 avril 1914 à Nersac, est un industriel et homme politique français.

## Biographie
Fils de Jean-Alexandre Debouchaud, inventeur et industriel à Nersac, il est directeur de la société Debouchaud & Cie, le plus important fabricant français de feutres pour papeteries. Il est aussi en parallèle administrateur de la Société métallurgique du Périgord qui comprend notamment l'usine sidérurgique de Fumel, puis président de son conseil d'administration.
Docteur en droit, il s'implique dans la vie politique locale. Il est d'abord conseiller municipal à partir de 1865, avant d'être élu maire de Nersac à quatre reprises, en 1871, 1874, 1876 et 1878.
En 1870, il est conseiller d'arrondissement d'Angoulême et président de la chambre de commerce de la ville.
Par décret du 16 mai 1900, il est fait chevalier de la Légion d'honneur.